# 老師不是人
是一部1998年的恐怖／科幻電影，劇本由凱文·威廉森（Kevin Williamson）所編寫，他也是《驚聲尖叫》及其續集《惊声尖叫2》的編劇，導演是勞勃·羅里葛茲（Robert Rodriguez），曾導演過《英雄不流淚》（Desperado）與《惡夜追殺令》（From Dusk till Dawn）。片中演員陣容堅強，包括，伊利亞·伍德，喬許·哈奈特，蕭恩·哈特西（Shawn Hatosy），喬丹娜·布魯斯特（Jordana Brewster），可莉·杜瓦（Clea DuVall），蘿拉·哈瑞絲（Laura Harris），羅伯特·派屈克（Robert Patrick），芭比·紐維斯（Bebe Neuwirth），派珀·劳瑞，亞瑟小子，莎瑪·海耶克，芳姬·詹森，喬恩·史都華。
在日本，電影名稱被命名為《パラサイト》（羅馬拼音：Parasaito，英文：Parasite，意思是寄生蟲）。

## 劇情
一天晚上，在俄亥俄州的赫靈頓高中，老師們和校長德雷克在討論完學校預算後離開。當德雷克回來取鑰匙時，她被學校的足球教練喬·威利斯襲擊。戲劇老師奧爾森太太面無表情地用剪刀刺向逃離學校的德雷克。
第二天早上，學生們到達學校，其中包括凱西·康納，他是學校報紙的敬業但總是受到騷擾的攝影師。凱西是報紙主編、啦啦隊長德利拉·普羅菲特的不受重視的助手。德利拉受虐待的男友斯坦·羅薩多正考慮退出足球隊，追求學業。齊克·泰勒是一名聰明但叛逆的學生，正在重讀高中最後一年。齊克販售非法物品,包括一種他藏在原子筆中分發的粉末狀搖頭丸般的毒品。他被老師伊麗莎白·伯克質問,她對他的非法活動表示擔憂。天真的轉學生瑪麗貝絲·路易絲·哈欽森與自稱是異類的斯托克利·米歇爾成為朋友，斯托克利故意散佈謠言說自己是女同性戀，儘管她暗戀斯坦。瑪麗貝絲愛上了齊克，齊克也愛上了她。
凱西在足球場上發現一個奇怪的生物，把它帶給科學老師弗朗先生，弗朗認為這是一種新的、專門寄生在頭足類動物身上的中型動物。德利拉和凱西躲在教師休息室裡尋找新聞素材。他們目睹威利斯教練和奧爾森女士將一隻寄生蟲塞進校護的耳朵裡。他們還發現另一位老師布魯默爾太太的屍體。凱西和德利拉逃跑，凱西報警，但他的說法被駁回。
第二天，凱西告訴德利拉、斯坦和斯托克利，他認為老師們正被外星人控制。在齊克和瑪麗貝絲嘲笑他們的理論後，弗朗先生試圖感染他們。齊克將自製毒品注射進弗朗的眼睛，殺死了他。齊克帶著五個人回到他家，在那裡他對凱西找到的一個標本進行實驗。他發現它需要水才能存活，可以被他的"毒品"殺死，這種"毒品"其實是生的咖啡因粉末（因為咖啡因會使使用者脫水，而外星人對自身和寄主的水合作用高度敏感）。齊克讓所有人服用他的藥物以證明他們未被感染。德利拉被揭露已被感染，她摧毀了齊克的實驗室和大部分藥物供應，然後逃跑。
根據斯托克利的推測，殺死外星女王可以讓每個人恢復正常，該小組回到學校，他們的足球隊正在比賽並感染對方球員。他們認為德雷克校長是女王，將她隔離在體育館內並開槍打死了她。斯坦與教練和團隊對峙，看計劃是否奏效，但他自己也被感染。齊克和凱西從他的車上拿更多齊克的藥。凱西把被感染的學生引開，齊克在停車場遇到伯克小姐並制服了她。
在體育館，瑪麗貝絲揭示自己是外星女王；早些時候，她假裝服藥。凱西和斯托克利逃到游泳池，斯托克利受傷並被感染。齊克和凱西藏在更衣室裡，瑪麗貝絲恢復了她的人類偽裝。她解釋說，她正在接管地球是因為她的星球正在死亡。瑪麗貝絲變回她的真實形態，將齊克扔過房間撞到櫃子上，將他擊昏。凱西搶過毒品，將女王困在伸縮式看台後面。正當女王感染他時，他將毒品刺入她的眼睛，殺死了她，阻止了感染。凱西回到更衣室，發現斯托克利和齊克還活著。
一個月後，每個人都恢復了正常。斯坦和斯托克利正在約會，斯托克利已經擺脫了她的哥特女孩形象。齊克取代了斯坦在足球隊的位置，伯克小姐充滿柔情地注視著他練習。德利拉不再懷恨在心，現在與凱西約會，凱西被認為是當地的英雄，因為各種新聞媒體揭示這次外星人入侵企圖現已公開，儘管联邦调查局予以否認。

## 拍攝地點
老師不是人場景是設定在俄亥俄州的虛構城鎮 Herrington（海寧頓），但是實際拍攝的地點是在以下地區：
- 德州奧斯丁
- 德州達拉斯
- 德州 Lockhart 市

## 外部連結
- 互联网电影数据库（IMDb）上《The Faculty》的资料（英文）
- AllMovie上《The Faculty》的资料（英文）